# Staurogyne ophiorrhizoides
Staurogyne ophiorrhizoides är en akantusväxtart som beskrevs av Adolph Daniel Edward Elmer. Staurogyne ophiorrhizoides ingår i släktet Staurogyne och familjen akantusväxter. Inga underarter finns listade i Catalogue of Life.